# Genghe
Genghe est un astérisme de l'astronomie chinoise. Il se compose de trois étoiles, situées dans la constellation occidentale du Bouvier.

## Localisation et symbolique
La position de l'étoile référente de l'astérisme serait ρ Bootis. L'astérisme contient deux autres étoiles alignées avec celle-ci, qui peuvent être identifiées avec ε Bootis et 28 Bootis.
Genghe représente un bouclier. Ce bouclier est situé juste en dessus de Dajiao (α Bootis, Arcturus), qui représente le roi céleste. Le bouclier est là pour le protéger.

## Astérismes associés
La majeure partie des astérismes de cette région du ciel est reliée à la cour céleste du roi Dajiao. Outre Genghe, qui est son bouclier, on trouve, dans la constellation occidentale du Bouvier, d'autres astérismes qui décrivent sa cour, comme Sheti (les six aides du roi), Zhaoyao (une épée ou un épieu), Xuange (une hallebarde) et Tianqiang (un épieu).

## Référence
- (en) Sun Xiaochun et Jakob Kistemaker, The Chinese sky during the Han, New York, Éditions Brill, 1997, 247 p. (ISBN 9004107371), pages 148 et 149.